# Association des Maires Ville & Banlieue de France
L’Association des Maires Ville & Banlieue de France (AMVBF), plus connue sous son nom abrégé de Ville & Banlieue, existe depuis 1984. Son objectif est de « favoriser le développement des quartiers les plus fragiles du territoire et valoriser l'image des villes de banlieue ». À travers ses prises de position, Ville & Banlieue encourage les institutions à évaluer et repenser les politiques publiques en faveur des territoires prioritaires de la politique de la ville.
Reconnue par l'État comme l'un des acteurs de la mobilisation pour les habitants des quartiers populaires, l'association rassemble des villes de premier plan comme Paris, Marseille, Lyon, Strasbourg ou Bordeaux, des métropoles comme Dijon Métropole ou Toulon Provence Méditerranée, des communes périphériques des principales agglomérations françaises comme Échirolles, Ivry-sur-Seine, Lormont, Rezé, Saint-Fons, Schiltigheim ou Septèmes-les-Vallons, et des villes de première couronne urbaine ou de grande banlieue comme Chanteloup-les-Vignes, Clichy-sous-Bois, Épinay-sous-Sénart, Martigues ou Vaulx-en-Velin. Ainsi, elle constitue un lieu privilégié de dialogue entre les élus locaux et leurs partenaires naturels : représentants de l’État et des collectivités territoriales, experts et professionnels de la politique de la ville.
Depuis le 28 juin 2022, l'association est présidée par Gilles Leproust, maire d'Allonnes.

## Historique
Née à Rezé sur l'initiative de son maire, Jacques Floch, Ville & Banlieue publie, en 1985, son premier livre blanc intitulé « La ville reconquise ».
Consultée par le gouvernement en 1988, l'association demande la mise en œuvre d’une politique de la ville à l’échelle nationale, dotée de moyens significatifs. Elle préconise des commissions parlementaires de développement urbain et réclame des contrats de plan sur la ville intégrant la dimension sociale urbaine.
En 1989, Ville & Banlieue s'élargit aux maires de la région Île-de-France.
En 1993, Jacques Floch cède la présidence de Ville & Banlieue à Pierre Bourguignon et Renée Feltin est nommée déléguée générale de l'association.
En 2000 a lieu la première Conférence des villes, en partenariat avec l'Association des maires de grandes villes de France et la Fédération des maires des villes moyennes.
En 2007, à quelques semaines de l'élection présidentielle, Ville & Banlieue publie un « Manifeste des villes de banlieue » et l’adresse à tous les candidats déclarés. L'association renouvelle son appel aux candidats lors de l'élection présidentielle française de 2012 grâce au lancement de la plateforme « 120 maires, 120 propositions ».
En 2008, Claude Dilain succède à Pierre Bourguignon à la présidence de Ville & Banlieue.
En 2011, Claude Dilain est élu sénateur et démissionne de son mandat de maire. Renaud Gauquelin lui succède à la tête de Ville & Banlieue. Renée Feltin cède quant à elle la délégation générale à Camille Vielhescaze, après dix-huit années passées aux commandes de l'association.
En 2012, Camille Vielhescaze rejoint le cabinet du ministre délégué à la Ville François Lamy. Sylvie Thomas est nommée déléguée générale de Ville & Banlieue.
En 2013, l'association fête ses 30 ans à Rezé. À cette occasion, un colloque réunit plusieurs centaines de participants pour faire le point sur la situation des banlieues françaises en présence de François Lamy. Des visites de plusieurs quartiers de la métropole nantaise sont également organisées.
En 2014, Damien Carême est élu à la présidence de Ville & Banlieue, qu'il cède un an plus tard à Marc Vuillemot.
Le 16 octobre 2017, un millier de personnes, élus, parlementaires, représentants associatifs ou citoyens engagés dans la vie locale, se réunissent à Grigny pour les États généraux de la politique de la ville. Ce rassemblement est initié par trois associations : Ville & Banlieue, Villes de France et Bleu Blanc Zèbre. À la suite de l’annonce de la suppression des contrats aidés et de la réduction du budget de la politique de la ville, qui finance des actions en faveur des quartiers populaires, les élus lancent une alerte au président de la République, Emmanuel Macron, et appellent à un sursaut national. Cet « Appel de Grigny », porté par une centaine de maires, comprend une série de mesures pour que l’effort en faveur des quartiers populaires et de la réduction des inégalités soit plein et entier.
En septembre 2020, Thierry Falconnet succède à Marc Vuillemot à la présidence de l'association.
Le 14 novembre 2020, Ville & Banlieue réunit des maires de toutes les régions et sensibilités politiques pour interpeller le président de la République Emmanuel Macron à propos du décrochage économique, social et républicain dans les villes et quartiers populaires. S’appuyant sur un diagnostic chiffré des conséquences locales de la crise sanitaire, cet « Appel du 14 novembre » est signé par plus de 200 maires, représentant 10 millions d'habitants. Il met en lumière des tendances lourdes : explosion du recours à l’aide alimentaire, augmentation du chômage et des demandes de RSA, effondrement des inscriptions dans les associations sportives et culturelles. Constatant la dégradation de la situation des habitants des quartiers populaires, les élus demandent qu'un milliard d'euros du plan de relance soit consacré aux territoires prioritaires.
En mars 2022, Ville & Banlieue lance un plaidoyer intitulé « Harangue à la Nation ». L'association y interpelle, entre autres, les candidats à l'élection présidentielle afin de faire entendre la voix des quartiers populaires et soumettre leurs propositions au débat public. Avec son slogan « Ils prennent soin de nous, prenons soin d'eux », Ville & Banlieue souligne le rôle crucial joué par les habitants des territoires prioritaires durant la pandémie de Covid-19 et appelle à ne pas céder aux discours de haine qui associent mécaniquement les quartiers populaires à l'échec, la délinquance ou le communautarisme.
En juin 2022, Gilles Leproust est élu à la présidence de Ville & Banlieue et succède à Thierry Falconnet.
En 2023, l'association fête ses 40 ans à Lyon. Durant deux jours, des conférences sont organisées au sein de l'hôtel de la Métropole de Lyon, auxquelles participent différentes personnalités du monde politique, médiatique et universitaire comme Renaud Payre, Nora Hamadi, Jean-Louis Borloo, Hélène Geoffroy, Dominique Faure, Philippe Rio ou Catherine Vautrin. Parallèlement, Ville & Banlieue lance une série de quarante capsules vidéo autour de son slogan phare « Les banlieues ne sont pas le problème, elles sont la solution », afin de mettre en lumière les initiatives menées par ses collectivités adhérentes pour améliorer le quotidien des habitants des quartiers prioritaires.
Le 18 octobre 2023, Ville & Banlieue lance l'« Appel de Lyon ». Six ans après l'Appel de Grigny, les élus des territoires urbains populaires appellent l'État à mettre fin aux « atermoiements » et à prendre « conscience de l’urgence de la situation » dans les quartiers prioritaires. Quelques jours plus tard, l'association est reçue au palais de l'Élysée et remet en mains propres l'Appel de Lyon au président de la République Emmanuel Macron. La semaine suivante se tient un nouveau Comité interministériel des villes à Chanteloup-les-Vignes. Catherine Arenou, maire de Chanteloup-les-Vignes et première vice-présidente de Ville & Banlieue, y reçoit la Première ministre Élisabeth Borne qui décline à cette occasion le volet social de la politique du gouvernement à destination des quartiers populaires.
Le 13 mars 2025, Ville & Banlieue réunit sept associations d'élus du bloc communal à Épinay-sous-Sénart pour remettre les quartiers populaires à l’agenda politique. Après l'Appel de Grigny, après celui du 14 novembre puis celui de Lyon, l'« Appel d'Épinay » exhorte le gouvernement à mettre en place un suivi des mesures annoncées en 2023 lors du Comité interministériel des villes de Chanteloup-les-Vignes, pour pouvoir en dresser le bilan. En présence des ministres Juliette Méadel et Valérie Létard, de Patrice Vergriete et de Jean-Louis Borloo notamment, les élus revendiquent l'instauration d'une « feuille de route interministérielle obligeant chaque ministère à mesurer l’atterrissage des crédits dans les quartiers prioritaires ou pour leurs habitants ».

## Commissions
Réunis en 8 commissions thématiques, les élus de Ville & Banlieue auditionnent des experts, alimentent la réflexion et préparent les positions de l’association sur :
- l'alimentation ;
- la culture ;
- l’éducation et la petite enfance ;
- l'image des quartiers ;
- le logement, l'habitat et le renouvellement urbain ;
- la santé physique et mentale ;
- la sécurité et la tranquillité publiques ;
- le sport.

## Instances

### Liste des présidents
| Période                | Nom                | Parti | Parti        | Mandat                        |
| 1984-1993              | Jacques Floch      |       | PS           | Maire de Rezé                 |
| 1993-2008              | Pierre Bourguignon |       | PS           | Maire de Sotteville-lès-Rouen |
| 2008-2011              | Claude Dilain      |       | PS           | Maire de Clichy-sous-Bois     |
| 2011-2014              | Renaud Gauquelin   |       | PS           | Maire de Rillieux-la-Pape     |
| 2014-2015              | Damien Carême      |       | PS puis EÉLV | Maire de Grande-Synthe        |
| 2015-2020              | Marc Vuillemot     |       | PS puis GRS  | Maire de La Seyne-sur-Mer     |
| 2020-2022              | Thierry Falconnet  |       | PS           | Maire de Chenôve              |
| Depuis le 28 juin 2022 | Gilles Leproust    |       | PCF          | Maire d'Allonnes              |

### Bureau
| Poste               | Nom                 | Parti | Parti | Mandats |
| ------------------- | ------------------- | ----- | ----- | --- |
| Président           | Gilles Leproust     |       | PCF   | Maire d'Allonnes, conseiller départemental de la Sarthe et vice-président de la Métropole du Mans                                          |
| 1re vice-présidente | Catherine Arenou    |       | DVD   | Maire de Chanteloup-les-Vignes, vice-présidente du Conseil départemental des Yvelines et conseillère déléguée de Grand Paris Seine et Oise |
| Secrétaire général  | Damien Allouch      |       | PS    | Maire d'Épinay-sous-Sénart et conseiller départemental de l'Essonne                                                                        |
| Trésorière          | Fannie Le Boulanger |       | EÉLV  | Adjointe au maire de Bordeaux et conseillère de la Métropole de Bordeaux                                                                   |
| Vice-président·e    | Agnès Bourgeais     |       | DVG   | Maire de Rezé |
| Vice-président·e    | Driss Ettazaoui     |       | MoDem | Conseiller municipal d'Évreux et vice-président d'Évreux Portes de Normandie                                                               |
| Vice-président·e    | Audrey Gatian       |       | PS    | Adjointe au maire de Marseille |
| Vice-président·e    | Jean-Luc Girault    |       | EÉLV  | Adjoint au maire de Lyon |
| Vice-président·e    | Patrick Haddad      |       | PS    | Maire de Sarcelles, conseiller départemental du Val-d'Oise et vice-président de Roissy Pays de France                                      |
| Vice-président·e    | Lamine Naham        |       | DVG   | Maire de Trélazé et vice-président de la Métropole d'Angers                                                                                |
| Vice-président·e    | Philippe Rio        |       | PCF   | Maire de Grigny et vice-président de Grand Paris Sud                                                                                       |

### Membres de droit
| Nom               | Mandats |
| ----------------- | --- |
| Damien Carême     | Ancien maire de Grande-Synthe, vice-président de Dunkerque Grand Littoral, conseiller régional du Nord-Pas-de-Calais et député européen            |
| Thierry Falconnet | Maire de Chenôve et vice-président de la Métropole de Dijon                                                                                        |
| Jacques Floch     | Ancien maire de Rezé, député des 3e et 4e circonscriptions de la Loire-Atlantique et secrétaire d'État à la défense chargé des anciens combattants |
| Renaud Gauquelin  | Ancien maire de Rillieux-la-Pape, conseiller départemental du Rhône et député de la 7e circonscription du Rhône                                    |
| Marc Vuillemot    | Ancien maire de La Seyne-sur-Mer, vice-président de la Métropole de Toulon et conseiller régional de Provence-Alpes-Côte d'Azur                    |

### Conseil d'administration
Le conseil d'administration se compose des membres du bureau, des anciens présidents membres de droit et des administrateurs suivants :
| Nom                 | Parti | Parti | Mandats |
| ------------------- | ----- | ----- | --- |
| Yasmine Boudjenah   |       | PCF   | Première adjointe à la maire de Bagneux, ancienne députée européenne et conseillère territoriale de Vallée Sud Grand Paris |
| Sophie Celton       |       | PCF   | Adjointe au maire de Septèmes-les-Vallons                                                                                  |
| Antonin Cois        |       | PCF   | Adjoint au maire de Villejuif                                                                                              |
| Guillaume Delbar    |       | DVD   | Maire de Roubaix, conseiller régional des Hauts-de-France et conseiller de la Métropole européenne de Lille                |
| Amandine Demore     |       | PCF   | Maire d'Échirolles, conseillère départementale de l'Isère et conseillère de la Métropole de Grenoble                       |
| Stéphane Gomez      |       | PS    | Premier adjoint à la maire de Vaulx-en-Velin et conseiller de la Métropole de Lyon                                         |
| François Loscheider |       | EÉLV  | Adjoint au maire d'Arcueil                                                                                                 |
| Richard Marion      |       | EÉLV  | Conseiller membre de la Métropole de Lyon                                                                                  |
| Sandrine Rabaud-Plu |       | PS    | Adjointe au maire de Coulaines et conseillère de la Métropole du Mans                                                      |
| Ali Rabeh           |       | UG    | Maire de Trappes et vice-président de Saint-Quentin-en-Yvelines                                                            |
| Mélody Tonolli      |       | EÉLV  | Adjointe à la maire de Paris et conseillère déléguée à la maire du 14e arrondissement                                      |
| Jean Touzeau        |       | PS    | Maire de Lormont et vice-président de la Métropole de Bordeaux                                                             |
| Camille Vielhescaze |       | PS    | Premier adjoint à la maire de Cachan et vice-président de Grand-Orly Seine Bièvre                                          |

### Liste des délégués généraux
| Période                      | Nom                 |
| 1993-2011                    | Renée Feltin        |
| 2011-2012                    | Camille Vielhescaze |
| Depuis le 1er septembre 2012 | Sylvie Thomas       |

## Adhérents
L'Association des Maires Ville & Banlieue de France compte 71 adhérents (collectivités territoriales et EPCI) :
| Nom                                       | Département               | Région                     |
| ----------------------------------------- | ------------------------- | -------------------------- |
| Allonnes                                  | Sarthe                    | Pays de la Loire           |
| Arcueil                                   | Val-de-Marne              | Île-de-France              |
| Bagneux                                   | Hauts-de-Seine            | Île-de-France              |
| Bègles                                    | Gironde                   | Nouvelle-Aquitaine         |
| Bonneuil-sur-Marne                        | Val-de-Marne              | Île-de-France              |
| Bordeaux                                  | Gironde                   | Nouvelle-Aquitaine         |
| Bordeaux Métropole                        | Gironde                   | Nouvelle-Aquitaine         |
| Cachan                                    | Val-de-Marne              | Île-de-France              |
| Chanteloup-les-Vignes                     | Yvelines                  | Île-de-France              |
| Clichy-sous-Bois                          | Seine-Saint-Denis         | Île-de-France              |
| Colombes                                  | Hauts-de-Seine            | Île-de-France              |
| Communauté d'agglomération de La Rochelle | Charente-Maritime         | Nouvelle-Aquitaine         |
| Coulaines                                 | Sarthe                    | Pays de la Loire           |
| Creil                                     | Oise                      | Hauts-de-France            |
| Dieppe                                    | Seine-Maritime            | Normandie                  |
| Dijon Métropole                           | Côte-d'Or                 | Bourgogne-Franche-Comté    |
| Échirolles                                | Isère                     | Auvergne-Rhône-Alpes       |
| Épinay-sous-Sénart                        | Essonne                   | Île-de-France              |
| Eurométropole de Strasbourg               | Bas-Rhin                  | Grand Est                  |
| Évreux Portes de Normandie                | Eure                      | Normandie                  |
| Fleury-Mérogis                            | Essonne                   | Île-de-France              |
| Gennevilliers                             | Hauts-de-Seine            | Île-de-France              |
| Givors                                    | Rhône                     | Auvergne-Rhône-Alpes       |
| Gonesse                                   | Val-d'Oise                | Île-de-France              |
| Grande-Synthe                             | Nord                      | Hauts-de-France            |
| Grand-Orly Seine Bièvre                   | Essonne et Val-de-Marne   | Île-de-France              |
| Grand Paris Seine et Oise                 | Yvelines                  | Île-de-France              |
| Grand Paris Sud                           | Essonne et Seine-et-Marne | Île-de-France              |
| Grenoble                                  | Isère                     | Auvergne-Rhône-Alpes       |
| Grigny                                    | Essonne                   | Île-de-France              |
| Hérouville-Saint-Clair                    | Calvados                  | Normandie                  |
| Ivry-sur-Seine                            | Val-de-Marne              | Île-de-France              |
| Kingersheim                               | Haut-Rhin                 | Grand Est                  |
| La Courneuve                              | Seine-Saint-Denis         | Île-de-France              |
| Le Kremlin-Bicêtre                        | Val-de-Marne              | Île-de-France              |
| Le Mans Métropole                         | Sarthe                    | Pays de la Loire           |
| Les Ulis                                  | Essonne                   | Île-de-France              |
| L'Île-Saint-Denis                         | Seine-Saint-Denis         | Île-de-France              |
| Lormont                                   | Gironde                   | Nouvelle-Aquitaine         |
| Lyon                                      | Rhône                     | Auvergne-Rhône-Alpes       |
| Marseille                                 | Bouches-du-Rhône          | Provence-Alpes-Côte d'Azur |
| Martigues                                 | Bouches-du-Rhône          | Provence-Alpes-Côte d'Azur |
| Métropole de Lyon                         | Rhône                     | Auvergne-Rhône-Alpes       |
| Métropole Toulon-Provence-Méditerranée    | Var                       | Provence-Alpes-Côte d'Azur |
| Miramas                                   | Bouches-du-Rhône          | Provence-Alpes-Côte d'Azur |
| Montataire                                | Oise                      | Hauts-de-France            |
| Montreuil                                 | Seine-Saint-Denis         | Île-de-France              |
| Nanterre                                  | Hauts-de-Seine            | Île-de-France              |
| Oissel                                    | Seine-Maritime            | Normandie                  |
| Paris                                     | Paris                     | Île-de-France              |
| Port-de-Bouc                              | Bouches-du-Rhône          | Provence-Alpes-Côte d'Azur |
| Rezé                                      | Loire-Atlantique          | Pays de la Loire           |
| Ris-Orangis                               | Essonne                   | Île-de-France              |
| Roubaix                                   | Nord                      | Hauts-de-France            |
| Saint-Étienne-du-Rouvray                  | Seine-Maritime            | Normandie                  |
| Saint-Fons                                | Rhône                     | Auvergne-Rhône-Alpes       |
| Saint-Herblain                            | Loire-Atlantique          | Pays de la Loire           |
| Saint-Martin-d'Hères                      | Isère                     | Auvergne-Rhône-Alpes       |
| Sarcelles                                 | Val-d'Oise                | Île-de-France              |
| Schiltigheim                              | Bas-Rhin                  | Grand Est                  |
| Septèmes-les-Vallons                      | Bouches-du-Rhône          | Provence-Alpes-Côte d'Azur |
| Strasbourg                                | Bas-Rhin                  | Grand Est                  |
| Trappes                                   | Yvelines                  | Île-de-France              |
| Trélazé                                   | Maine-et-Loire            | Pays de la Loire           |
| Val-de-Reuil                              | Eure                      | Normandie                  |
| Vaulx-en-Velin                            | Rhône                     | Auvergne-Rhône-Alpes       |
| Vernouillet                               | Yvelines                  | Île-de-France              |
| Vigneux-sur-Seine                         | Essonne                   | Île-de-France              |
| Villejuif                                 | Val-de-Marne              | Île-de-France              |
| Villepinte                                | Seine-Saint-Denis         | Île-de-France              |
| Villiers-le-Bel                           | Val-d'Oise                | Île-de-France              |